# 대한민국-보스니아 헤르체고비나 관계
대한민국과 보스니아 헤르체고비나는 유고슬라비아 전쟁이 끝난 1995년에 외교 관계 수립에 합의하였다. 양국은 아직 서로의 수도에 대사관을 설치하고 있지 않으며, 인접국 대사관이 겸임국 임무를 수행중이다. 2023년 양국은 수교 이후 처음으로 정상회담을 개최하였다.

## 연혁
- 1995년 외교관계 수립[3]

## 같이 보기
- 대한민국의 대외 관계